# SDS Sessions V.1
SDS Sessions V.1 — концертный мини-альбом американской синти-рок-группы Julien-K,  выпущенный 16 декабря 2011 года.

## Об альбоме
Мини-альбом состоит из четырёх треков, записанных во время выступления 9 августа 2011 года в Гамбурге. Райан Шак об этом сказал:
Во время гастролей в Европе этим летом, мы начали играть "живые" ремикс-версии некоторых из наших любимых песен. После 15 концертов песни менялись до такой степени, что становилась совершенно неузнаваемой. После многочисленных просьб мы решили записать новые версии в Гамбурге, в Clouds Hill Studios.
Изначально, первые экземпляры SDS Sessions V.1 был доступны для покупки в цифровом варианте или на виниле исключительно членам фан-клуба группы. Но с декабря 2011 продажа альбома началась во всём мире.

## Список композиций
Слова и музыка всех песен — Julien-K.
| №                   | Название                               | Длительность |
| ------------------- | -------------------------------------- | ------------ |
| 1.                  | «Someday Soon (Live Remix Version)»    | 3:14         |
| 2.                  | «Maestro (Live Remix Version)»         | 5:06         |
| 3.                  | «Fail With Grace (JK Live Version)»    | 5:27         |
| 4.                  | «Dregs Of The World (JK Live Version)» | 4:49         |
| Общая длительность: | Общая длительность:                    | 18:34        |

## Участники записи
- Райан Шак — вокал, ритм-гитара
- Амир Дерак — соло-гитара
- Энтони «Фью» Вэлкик — синтезатор, бас-гитара
- Элиас Андра — ударные